# Ngoại chỉnh hình
Ngoại chỉnh hình là một chuyên khoa sâu thuộc ngành ngoại khoa tập trung vào các chứng bệnh liên quan đến hệ cơ quan vận động. Bác sỹ ngoại chỉnh hình ứng dụng cả hai phương pháp phẫu thuật và không phẫu thuật để điều trị chấn thương cơ xương khớp, bệnh lý cột sống, chấn thương thể thao, bệnh thoái hóa, nhiễm trùng, khối u và dị tật bẩm sinh.

## Lịch sử

### Chỉnh hình ban đầu
Nhiều phát triển trong phẫu thuật chỉnh hình đã có được từ những kinh nghiệm trong thời chiến. Trên chiến trường vào thời Trung Cổ những người bị thương được điều trị bằng băng ngâm trong máu ngựa khô để tạo thành một thanh nẹp cứng nhưng mất vệ sinh,.
Ban đầu, thuật ngữ chỉnh hình có nghĩa là sửa chữa các dị tật cơ xương khớp ở trẻ em. Nicolas Andry, giáo sư y khoa tại Đại học Paris đã đặt ra thuật ngữ này trong cuốn sách giáo khoa đầu tiên viết về đề tài này vào năm 1741. Ông ủng hộ việc sử dụng tập thể dục, thao tác cơ xương và nẹp để điều trị dị tật ở trẻ em. Cuốn sách của ông đã được hướng tới các bậc cha mẹ, và trong khi một số chủ đề sẽ quen thuộc với các bác sĩ chỉnh hình ngày nay, nó cũng bao gồm các chứng 'đổ mồ hôi quá nhiều ở lòng bàn tay' và tàn nhang.
Jean-André Venel thành lập viện chỉnh hình đầu tiên vào năm 1780, đây là bệnh viện đầu tiên chuyên điều trị các dị tật về xương của trẻ em. Ông đã phát triển giày chân cho trẻ em khi sinh ra bị dị tật bàn chân và nhiều phương pháp khác nhau để điều trị cong vẹo cột sống.
Những tiến bộ trong kỹ thuật phẫu thuật trong thế kỷ 18, như nghiên cứu của John Hunter về chữa lành gân và công việc của Percival Pott về biến dạng cột sống tăng dần các phương pháp mới có sẵn để điều trị hiệu quả. Antonius Mathijsen, một bác sĩ phẫu thuật quân đội người Hà Lan, đã phát minh ra vữa thạch cao Paris vào năm 1851. Tuy nhiên, cho đến những năm 1890, chỉnh hình vẫn là một nghiên cứu giới hạn trong việc điều chỉnh dị tật ở trẻ em. Một trong những thủ tục phẫu thuật đầu tiên được phát triển là phẫu thuật cắt bỏ dưới da. Điều này liên quan đến việc cắt gân, ban đầu là gân Achilles, để giúp điều trị dị tật bên cạnh niềng răng và bài tập thể dục. Vào cuối những năm 1800 và những thập kỷ đầu tiên của thập niên 1900, đã có nhiều tranh cãi đáng kể về việc liệu chỉnh hình có nên bao gồm các thủ tục phẫu thuật hay không.